# Sterns Stunde
Sterns Stunde war eine Reihe von Fernsehsendungen des Journalisten Horst Stern über Tiere und Landschaften, die vom Süddeutschen Rundfunk in Farbe produziert und deren erste von 24 (Andere Quellen: 26) Folgen vom Ersten Deutschen Fernsehen erstmals am 13. Januar 1970 (Andere Quelle: 30. Januar 1970) ausgestrahlt wurde.

## Intention
Die einzelnen Folgen trugen in der Regel den Untertitel Bemerkungen über … das jeweilige Thema. Sie waren lehrreich, mahnend und kritisch angelegt und nie in erster Linie zur reinen Unterhaltung gedacht. Im Fokus stand nie nur das Tier als solches, sondern immer auch dessen Bezug zum Menschen in all seinen Facetten.

## Entlarvende Wirkung
Sterns Stunde war – im Gegensatz zu den teils idyllisch verklärenden Tierserien ihrer Zeit wie Bernhard Grzimeks Ein Platz für Tiere, Heinz Sielmanns Expeditionen ins Tierreich, einst Auf den Spuren seltener Tiere von Eugen Schuhmacher oder später Tiere vor der Kamera von Hans Schweiger und Ernst Arendt – von Anfang an darauf ausgelegt, keine possierlichen Tierchen in einer Art erweitertem Zoologischen Garten vorzuführen, sondern dem Zuschauer, manchmal schonungslos durch zum Teil schockierende Bilder, einen Spiegel vorzuhalten, auf dass er sein eigenes Verhältnis zum entsprechenden Objekt hinterfrage. Klassische Beispiele dafür sind Sterns Bemerkungen über das Haushuhn oder Bemerkungen über das Hausschwein. Dabei wurde aber nie beispielsweise die Batteriehaltung von Legehennen ex cathedra angeprangert, sondern immer auch deren Notwendigkeit bei gegebenem Eierverbrauch der Bevölkerung Rechnung getragen. Trotzdem sorgten diese Folgen jeweils für einen Aufschrei in der gesamten Republik, so dass Stern in den auf die … Hausschwein- und … Haushuhn-Sendung folgenden Bemerkungen über den Igel zu Anfang den Text „Es braucht niemand abzuschalten. Wir werden nicht geschlachtet.“ einblendete. Die Aufnahmen entstanden zum Teil in für Tierdokumentationen ungewohnten Techniken, so z. B. in Bemerkungen über das Haushuhn:

„Als ich mit Kameras in die Hühnerbatterien hineinging, […] hab’ [ich] Schienen legen lassen, um diese ungeheure Massierung von Hühnern in diesen Käfigen zu zeigen. Ich wollte das nicht durch Schnitte machen, um nicht den Eindruck aufkommen zu lassen, ich hätte diese Masse der Tiere durch Schnitttechniken manipuliert. Also ließ ich Schienen legen und zog in einer ungeheuer langen Fahrt schnittlos an diesen Batterien vorbei.“

## Bemerkungen über den Rothirsch
| Zitat |
| --- |
| „Es ist nicht dringlich zurzeit, den Hirsch zu schonen. Es ist dringlich zurzeit, ihn zu schießen. […] Man rettet den deutschen Wald ja nicht, indem man »O Tannenbaum« singt.“ – Horst Stern: Bemerkungen über den Rothirsch |

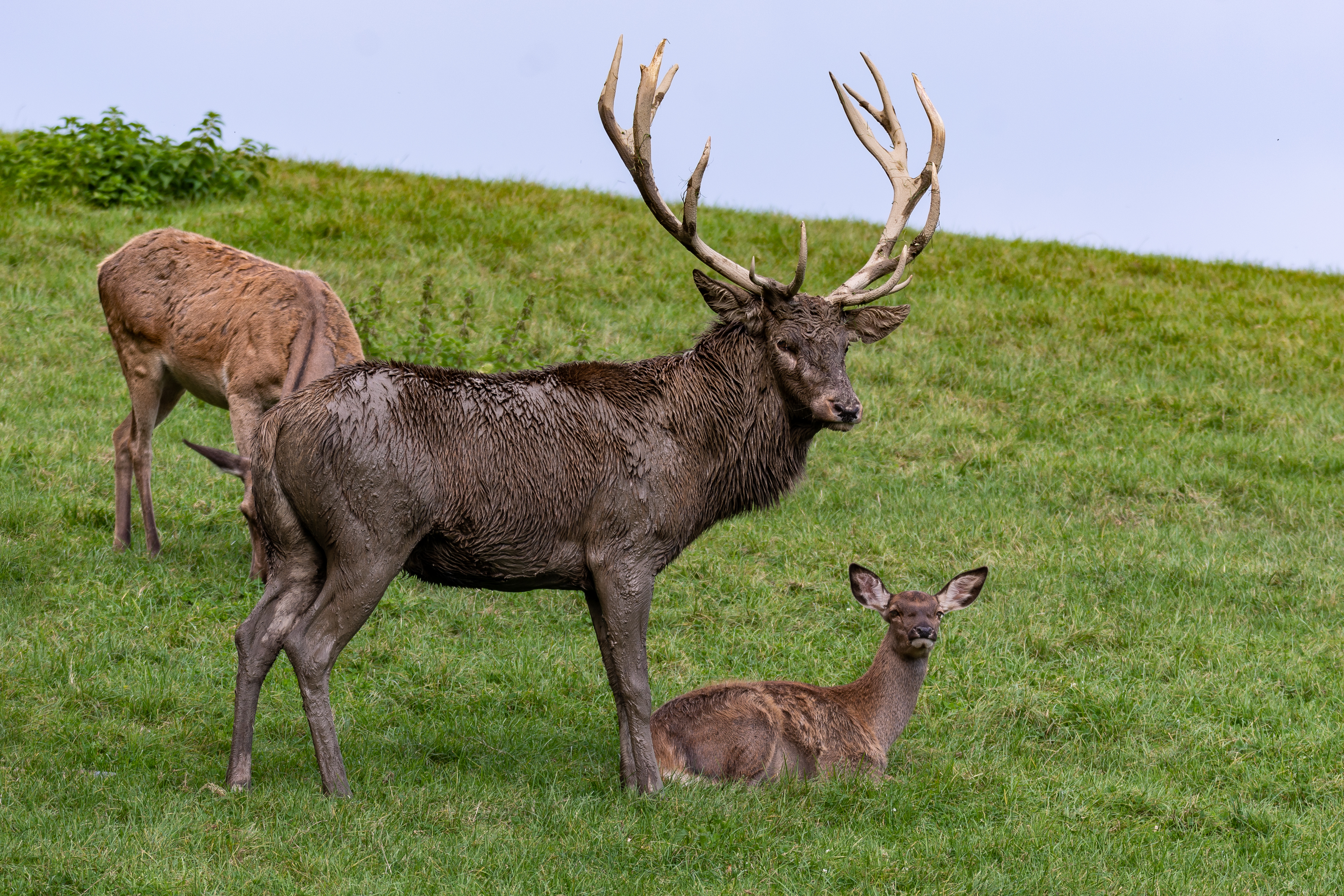
Rothirsch in Altenfelden, Österreich

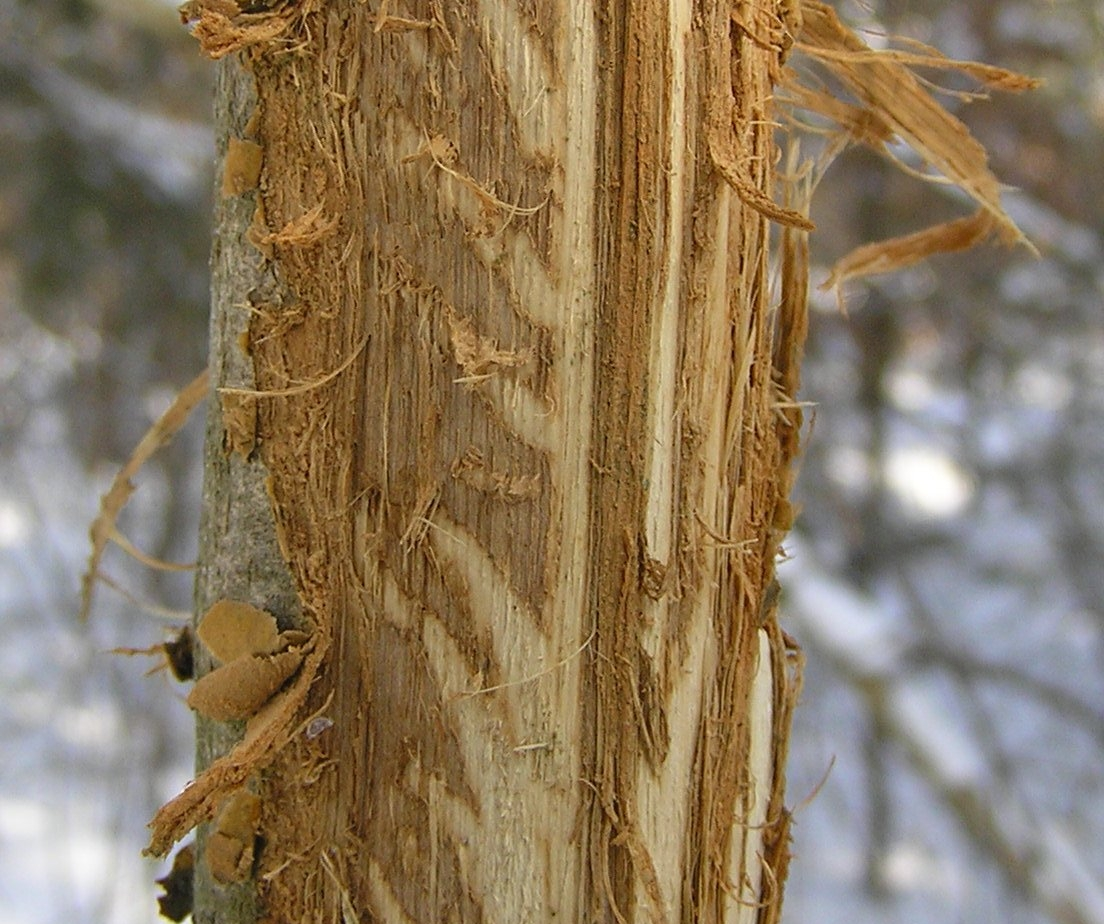
Schälschaden durch Rotwild

Zu Heiligabend 1971 wurden Horst Sterns Bemerkungen über den Rothirsch ausgestrahlt, die prompt einen Skandal auslösten, weil er darin „zur Rettung des deutschen Waldes“ den verstärkten Abschuss dieser Tiere forderte. Der Sendetermin war von Südfunk-Fernsehdirektor Horst Jaedicke bewusst gewählt worden und sollte dem Publikum ein Kontrastprogramm bieten. Stern:

„Als ich davon erfuhr, dass dieser Film […] am Heiligen Abend gesendet werden sollte, da bin ich rauf zu meinem Fernsehdirektor Horst Jaedicke und hab’ gesagt: »Das kannst Du nicht machen.« Der Film beginnt zwar weihnachtlich, da tritt ein […] Sechzehnender […] aus dem deutschen Wald heraus, und leise rieselt der Schnee, aber so bleibt es nicht: der Film wird blutig und er wird polemisch. »Ja«, sagte er, […] »ich weiß das«, und dann sagte er zu mir einen geradezu klassischen Satz, den heute, glaube ich, ein Fernsehdirektor nicht mehr aussprechen würde. Er sagte: »Wer am Heiligen Abend das Fernsehen überhaupt nötig hat, um in weihnachtliche Stimmung zu kommen, der soll das ZDF einschalten […], da singen die Regensburger Domspatzen.«“

Stern zeigte im Film die Wildschäden in deutschen Wäldern, die von Rothirschen und Rehen durch Schälen, Fegen und Verbiss verursacht werden, und kritisierte die traditionelle Jägerschaft für ihre Fixierung auf Trophäen und Förderung überhöhter Wildbestände, die u. a. in den Trophäenschauen, der Zuchtwahl beim Abschuss und der künstlichen Wildfütterung von Geweihträgern zum Vorschein komme.

„Es ist an der Zeit das Rothirschgeweih als Statussymbol zu entzaubern. Wenn […] alle Welt weiß, dass diese Geweihe sehr oft von halb domestizierten Krippenfressern gewonnen wurden, dann ist endlich das Schussfeld frei für die biologische Jagd.“

Der Film rief ein enormes Echo in der Bevölkerung und den Parlamenten hervor. Anfang 1972 sahen sich die zuständigen Ausschüsse im Bayerischen Landtag und im Bundestag genötigt, sich mit Sterns Sendung zu befassen. Im April desselben Jahres kam es auf Anfrage des Ausschusses für Ernährung, Landwirtschaft und Forsten zu einer erneuten Vorführung des Films vor Bundestagsabgeordneten in Bonn, die durch Horst Stern persönlich kommentiert wurde. Der dort ebenfalls anwesende Förster Georg Sperber, der als fachlicher Berater an der Entstehung des Films mitwirkte, erhielt durch die bayerische Staatskanzlei als seinem beamtenrechtlichen Dienstherrn unmittelbar vor der an die Filmvorführung anschließenden Fragerunde ein Redeverbot.
Forstwissenschaftliche Fakultäten mehrerer deutscher Universitäten stellten sich in der Auseinandersetzung um die Aussagen des Films hinter Stern. Eine von 68 Forstfachleuten und Wissenschaftlern der Georg-August-Universität Göttingen unterzeichnete Stellungnahme bescheinigte dem Film eine im Wesentlichen korrekte Darstellung der Wald-Wild-Thematik. Die organisierte Jägerschaft dagegen attackierte Stern. Die viel gelesene Jagdzeitschrift Wild und Hund verurteilte den Film als „hässliche, gar hasserfüllte Ketzerei“ des „Heiligabend-Stern“.

„Das wäre damals [das] Ende meiner Fernsehkarriere gewesen, denn es hat wohl selten ein Film ein so ungeheures postalisches Echo erreicht wie dieser Film. Da kamen also wirklich körbeweise Briefe, und die Absender, die zogen sich also hoch bis in die Ränge der Fürsten. Der ganze Adel protestierte gegen diese Art der Darstellung […] ihres liebsten Hobbys, des Jagens. Und unter dem Eindruck dieser Briefe, die den Intendant – das war damals der Professor Bausch – erreichte, […] hätte man mich möglicherweise nicht mehr arbeiten lassen. Aber dann retteten mich drei deutsche Universitäten: Die Forstfakultäten von Göttingen, München und Freiburg, die schrieben ziemlich gleichlautende Briefe an Bausch, da stand drin genau das was [der bayerische Landwirtschaftsminister] Eisenmann auch schon im Landtag gesagt hatte: »Wir werden uns gewiss nicht mit allen Formulierungen des Herrn Stern identifizieren, aber dass er in der Sache recht hat, ist unbestritten. Und da wir uns vorstellen können, was derzeit über Sie hereinbricht, sehr geehrter Herr Intendant, bieten wir Ihnen jede Menge Hilfe an.« Ja, da war Hans Bausch aus dem Schneider – wenn sich drei deutsche Universitäten hinter seinen Autor stellen, da konnte ihm nicht mehr sehr viel passieren. Und ich durfte weitermachen.“

Zu Weihnachten 1973 ließ Stern, um, wie er sagte, „bei den Leuten nicht ewig als Weihnachtsschänder in Erinnerung [zu] bleiben“, seine weniger konfliktträchtigen Bemerkungen über den Schmetterling ausstrahlen.
Der Film gilt als ein Wendepunkt in der deutschen Jagdgeschichte und im Wald-Wild-Konflikt, der die zuvor hauptsächlich in Fachkreisen thematisierten Wildschäden im Wald in den Fokus der breiten Öffentlichkeit rückte.

„Die deutsche Jagd war nach diesem Film nicht mehr das, was sie vorher war.“

## „Rosa“ Filme
Stern drehte auch rein sachlich-informative Folgen, in denen er in oft erstaunlichen Bildern alltäglich scheinende Tiere und deren Verhalten wie in Bemerkungen über den Schmetterling beschrieb. Damit trat Stern auch für einen Abbau von Vorurteilen gegenüber abstoßenden, oft lästigen Tieren ein, indem er z. B. im Zweiteiler Leben am seidenen Faden – Bemerkungen über die Spinne versuchte, dem Zuschauer mit faszinierenden, nie zuvor gesehenen Bildern Abscheu und Angst vor diesen oft als eklig oder gefährlich verschrienen Tieren zu nehmen. Stern:

„Der Süddeutsche Rundfunk, der klassizierte meine Filme in »Stern schwarz« und »Stern rosa«. Jaedicke meinte, wohl auch nicht ganz zu Unrecht, ich kann nicht einen Schocker nach dem anderen ablassen, ich muss zwischendurch die Leute auch mal wieder besänftigen […], damit sie bei der Stange blieben, und so musste ich dann immer zwischendurch mal einen Film machen der frei von […] Problemen war, über Störche, oder über den Igel […]. Aber so ganz gelang mir das nie: ich hatte immer irgendwo, bei Störchen zum Beispiel, die Probleme, dass […] die Feuchtwiesen trockengelegt [werden], dass die Frösche verschwinden, der Storch nicht mehr die Nahrung hat. Also auch diese sogenannten rosa Filme waren nie so ganz frei von […] Problemstellungen.“

## Stil
Ein Stilmittel Sterns war es, zum Auftakt scheinbar idyllische Bilder zum jeweiligen Thema zu zeigen, im Verlauf der Sendung aber recht schnell zu oft drastischen, aber stets realistischen Motiven überzugehen. Seine fesselnden, in Sterns charakteristischem rauen Timbre vorgetragenen Kommentare waren von präzisem Sarkasmus und auch Zynismus geprägt; manchmal auch augenzwinkernd, immer jedoch voller Hochachtung, gar Liebe zu dem von ihm beschriebenen Objekt – nie aber vermenschlichend und verklärend:

„Wo der Bauer geht, kommt in den Bergen der düstere Fichtenwald. Im Tal kommt die lärmige Stadt. Erst geht die Kuh, dann der Gast. Wen soll man dann noch melken?“

## Ende
Die Einstellung der erfolgreichen Reihe war von Stern hausgemacht: Der Dreiteiler Stellvertreter – Tiere in der Pharmaforschung läutete das Ende ein, indem er bis dahin nie gesehene drakonische Bilder von Versuchstieren und Praktiken in der Pharmaindustrie zeigte, die einerseits zweifellos ihren Zweck, die Nation aufzurütteln, erfüllten, andererseits dennoch das gesamte Konzept der Sendung in Frage stellten. Stern sah, dass seine Bilder die im Kommentar vermittelte eigentliche Botschaft, nämlich die Ambivalenz aus Grausamkeit bei gleichzeitiger Notwendigkeit von Tierversuchen in unserem Gesellschaftssystem, in den Hintergrund drängen:

„Es stimmt ja einfach nicht, daß Bilder immer die Wahrheit widerspiegeln, das tun sie mitnichten. Viele Bilder bedürfen eines relativierenden Kommentars. Der ist aber völlig in den Wind gesprochen, wenn die Bilder so stark sind, daß sie die Gefühle der Zuschauer total überschwemmen und das Ohr ausblenden, den ganzen Verstand ausblenden. Das ist die Gefahr, die in diesem Medium steckt, das heißt, wenn man ihm starke Bilder gibt, dann kannste das vergessen, was Du dazu zu sagen hast, das kommt nicht an.“

## Kritik
„Horst Stern liebte den provokanten Ton, der sich oft in Kontrast zum Zauber der Bilder stellte; er umging den Common Sense der dialektisch aufgeklärten Gesellschaft der frühen siebziger Jahre, indem er sich beispielsweise nicht generell gegen Tierversuche aussprach, sondern befand, dass diese in gewissem Rahmen eine notwendige Begleiterscheinung einer Gesellschaft seien, die bis zur Krankhaftigkeit an ihrer Genusssucht festhalte. Tierethik in enger Anknüpfung an die Monstrosität menschlicher Maßlosigkeit – was heute eher außerhalb des Tierfilmgenres wieder eingehend diskutiert wird, war zu Sterns Stunden neu und provokant.“

„Horst Stern [hat sich] wie kein zweiter Protagonist der aufkeimenden Ökologiebewegung nicht nur engagiert, sondern mit dem Phänomen des Engagements selbst befaßt; das war, wenn man so will, das Metathema hinter seinen knapp dreißig Fernsehfilmen, in denen er unter dem Titel »Sterns Stunde« den Bednarz der Naturskandale machte: Entlarvt wurden das Wild als Pharmafaktor, die Alpen als Urlaubslandschaft, der Wald als Trampelpfad, in einer Sarkasmen nie scheuenden Sprache, aufklärerisch bis zum »Schonungslosen«, wie man kurz darauf das Genaue in der Berichterstattung zu nennen pflegte.“

„Stern [hat] mit sechsundzwanzig Folgen seiner Reihe »Sterns Stunde« Maßstäbe des seriös recherchierten Naturjournalismus gesetzt.“

## Folgen
| #  | Folge                                             | Erstausstrahlung                             |
| -- | ------------------------------------------------- | -------------------------------------------- |
| 01 | Bemerkungen über das Pferd                        | 13. Jan. 1970 (Andere Quelle: 30. Jan. 1970) |
| 02 | Bemerkungen über die Kunst, mit Vögeln zu jagen   | 31. März 1970                                |
| 03 | Bemerkungen über die Biene                        | 14. Juli 1970                                |
| 04 | Bemerkungen über das Rind                         | 11. Aug. 1970                                |
| 05 | Bemerkungen über den Jagdhund                     | 29. Sep. 1970                                |
| 06 | Bemerkungen über Raubkatzen                       | 29. Dez. 1970                                |
| 07 | Bemerkungen über das Hausschwein                  | 11. Mai 1971                                 |
| 08 | Bemerkungen über das Haushuhn                     | 08. Juni 1971                                |
| 09 | Bemerkungen über den Igel                         | 29. Juni 1971                                |
| 10 | Bemerkungen über den Rothirsch                    | 24. Dez. 1971                                |
| 11 | Bemerkungen über das Pferd im Zirkus              | 17. Apr. 1973                                |
| 12 | Bemerkungen über das Tier im Handel               | 29. Mai 1973                                 |
| 13 | Bemerkungen über den Storch                       | 10. Juli 1973                                |
| 14 | Bemerkungen über den Schmetterling                | 26. Dez. 1973                                |
| 15 | Bemerkungen über eine Urlaubslandschaft           | 12. Feb. 1974                                |
| 16 | Am seidenen Faden – Bemerkungen über die Spinne   | 28. Dez. 1975                                |
| 17 | Am seidenen Faden – Bemerkungen über die Spinne   | 30. Dez. 1975                                |
| 18 | Bemerkungen über den Hund als Ware                | 27. Jan. 1976                                |
| 19 | Bemerkungen über das Tier im Zoo                  | 13. Juni 1976                                |
| 20 | Bemerkungen über das Tier im Zoo                  | 15. Juni 1976                                |
| 21 | Die Stellvertreter – Tiere in der Pharmaforschung | 22. Okt. 1978                                |
| 22 | Die Stellvertreter – Tiere in der Pharmaforschung | 26. Okt. 1978                                |
| 23 | Die Stellvertreter – Tiere in der Pharmaforschung | 27. Okt. 1978                                |
| 24 | Bemerkungen über Gemsen                           | 21. Jan. 1979                                |

Die  grün  markierten Folgen sowie der Film Die ermüdete Wahrheit, eine Dokumentation über Horst Stern von Ulli Pfau, sind in einer Kassette mit sechs DVDs, aufgelegt von Arthaus Musik, im Rahmen der 3sat-Edition bei ARD-Video erschienen.